# Mil Mi-10
Mil Mi-10 (NATO oznaka Harke) je bil sovjetski težki transportni helikopter - zračno dvigalo. Helikopter je razvil biro Mil pod projektnim imenom izdelije 60. Baziran je bil na predhodniku Mi-6. V uporabo je vstopil leta 1963.
Pojav Mi-6 je omogočil transportiranje velikih in težkih tovorov. Mi-6 je bil grajen kot transportni helikopter in ne kot specializirano zračno dvigalo. Zato je bilo natančno pozicioniranje tovorov težavno zaradi slabše vidljivosti. Prav tako je bila vzletna teža Mi-6 večja zaradi velikega trupa. Zato je biro OKB-329 (OKB Mil) razvil povsem specializirano zračno dvigalo Mi-10. Uporabili so veliko komponent od Mi-6 med njimi iste 5000 KM turbogredne motorje Solovjev D-25V. Mi-10 nima majhnih kril na strani trupa.
Pristajalna kolesa so bila široka, da je lahko "objel" tovor. Potniška kabina je imela prostora za 28 potnikov.

## Rekordi
| Datum              | Tip    | Opis rekorda                                                | Dosežek               | Pilot          |
| ------------------ | ------ | ----------------------------------------------------------- | --------------------- | -------------- |
| 23. september 1961 | Mi-10  | Višina z 15.000 kg (33.000 lb) tovorom                      | 2.326 m (7.631 ft)    | G.V. Alfjorov  |
| 23. september 1961 | Mi-10  | Maks tovor na 2.000 m (6.600 ft)                            | 15.103 kg (33.296 lb) | B.V. Zemskov   |
| 26. maj 1965       | Mi-10R | Višina z 2.000 kg (4.400 lb) tovorom                        | 7.151 m (23.461 ft)   | V.P. Kološenko |
| 28. maj 1965       | Mi-10R | Višina z 5.000 kg (11.000 lb) / 5.175 kg (11.409 lb) tovrom | 7.151 m (23.461 ft)   | V.P. Kološenko |
| 28. maj1965        | Mi-10R | Višina z 15.000 kg (33.000 lb) tovorom                      | 2.840 m (9.320 ft)    | G.V. Alfjorov  |
| 28. maj 1965       | Mi-10R | Višina z 20.000 kg (44.000 lb) tovorom                      | 2.840 m (9.320 ft)    | G.V. Alfjorov  |
| 28. maj1965        | Mi-10R | Višina z 25.000 kg (55.000 lb) tovorom                      | 2.840 m (9.320 ft)    | G.V. Alfjorov  |
| 28. maj 1965       | Mi-10R | Maks. tovor na 2.000 m (6.600 ft)                           | 25.105 kg (55.347 lb) | G.V. Alfjorov  |

## Tehnične specifikacije
- Posadka: 4 ali 5 (pilot, kopilot, inženir, navigator/radio operater in tehnik (opcijsko))
- Kapaciteta: 28 potnikov in 3 tone tovora v notranjosti; največji tovor 15 ton; največji tovor na kavlju 8 ton
- Dolžina: 32,86 m (107 ft 10 in) , Mi-10K 32,4 m (106 ft) brez rotorjev
- Prazna teža: 27 100 kg (59 745 lb) , Mi-10K 25 450 kg (56 110 lb)
- Gros teža: 43 550 kg (96 011 lb) , Mi-10K 37 000 kg (82 000 lb)
- Maks. vzletna teža: 43 700 kg (96 342 lb) , Mi-10K 38 000 kg (84 000 lb)
- Motorji: 2 × Solovjev D-25V turboshaft, 4 100 kW (5 500 KM) vsak
- Premer glavnega rotorja: 35 m (114 ft 10 in)
- Površina glavnega rotorja: 962 m2 (10 350 sq ft)

- Maks. hitrost: 335 km/h (208 mph; 181 kn) , Mi-10K 350 km/h (220 mph; 190 kn)
- Potovalna hitrost: 180 km/h (112 mph; 97 kn) , Mi-10K 228 km/h (142 mph; 123 kn)
- Dolet: 430 km (267 mi; 232 nmi) , Mi-10K 500 km/h (310 mph; 270 kn)
- Obremenitev rotrja: 45,27 kg/m2 (9,27 lb/sq ft) , Mi-10K - 38,46 kg/m² (7,87 lb/sqft)